# Kunzea sinclairii
Kunzea sinclairii là một loài thực vật có hoa trong Họ Đào kim nương. Loài này được (Kirk) W.Harris mô tả khoa học đầu tiên năm 1987.